# Classe Knox (fregata)
Le fregate missilistiche statunitensi classe Knox sono state tra le unità più numerose ed importanti della categoria, superate in numero solo dalle fregate della classe Oliver Hazard Perry. Esse sono state costruite in grande serie per la marina statunitense e diverse sono state cedute in seguito ad altre marine.

## Struttura
Derivate dalla tecnica messa a punto con le non eccelse navi classe Garcia, le Knox sono assai diverse dalla concezione europea delle fregate missilistiche, ovvero di navi multiruolo capaci di combattere in prima linea, oltre che eseguire azioni di scorta a convogli e navi militari veloci (portaerei). Le Knox sono state soprattutto pensate come navi per la scorta dei convogli attraverso l'Atlantico, con un ruolo anche nella caccia antisommergibili condotta in maniera autonoma o in gruppi ASW.

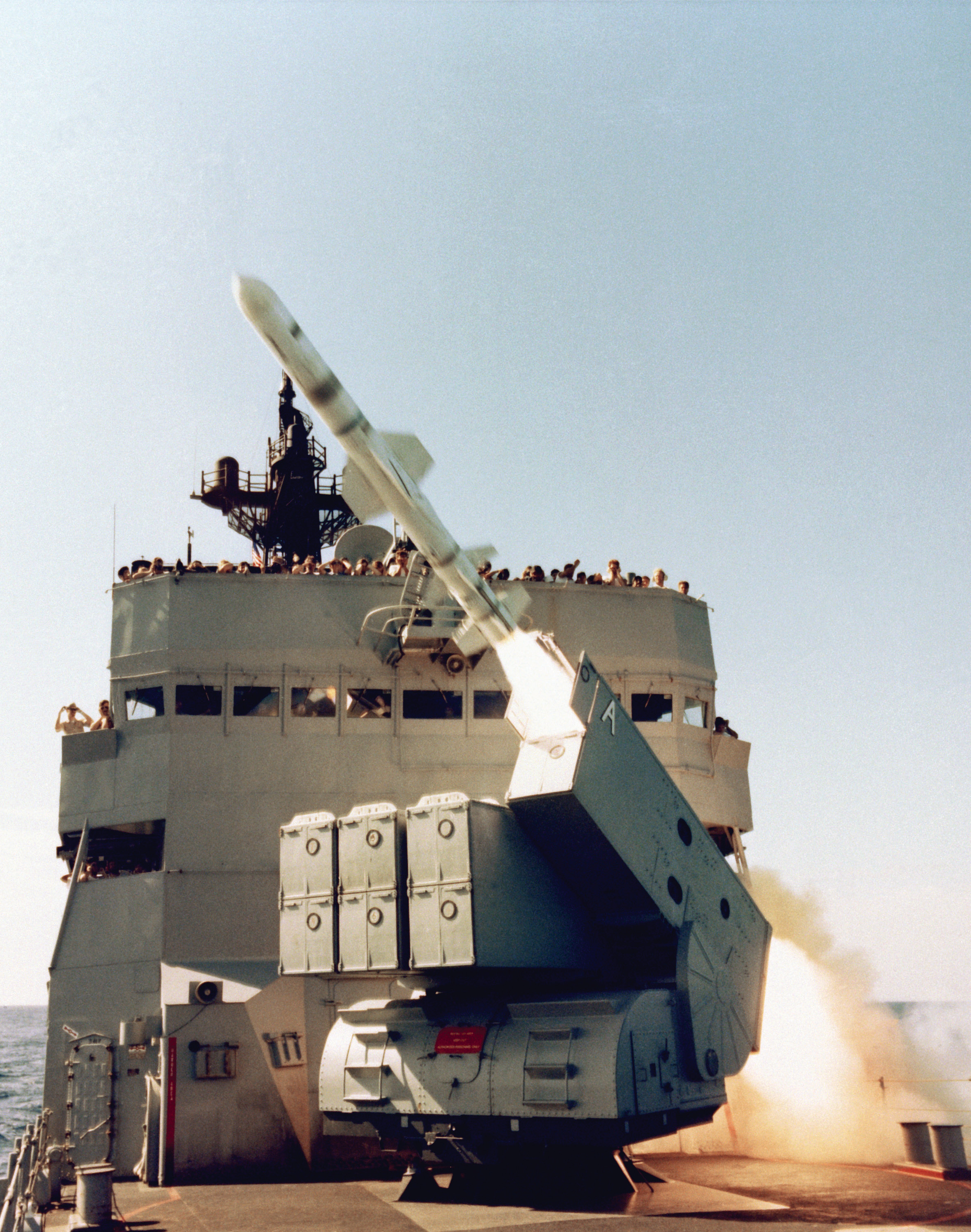
Lancio di un Harpoon

Partendo da questi concetti, è chiaro che la loro progettazione ha avuto dei criteri non tanto assimilabili ai classici cacciatorpediniere di squadra, ma piuttosto a quella di unità specifiche di scorta per la seconda linea. Allora è chiaro quanto le Knox fossero la riedizione del concetto dei cacciatorpediniere di scorta (DE), ma per avere le caratteristiche adeguate alle moderne esigenze ha visto la loro progettazione con un dislocamento da cacciatorpediniere di squadra di vecchia generazione, come i Gearing. (detto in altri termini, le Knox hanno un dislocamento di circa 3.000 t come i vecchi caccia di squadra dei tipi più grandi del periodo bellico, ma il ruolo è quello delle navi da circa 1.000 t come gli Hunt e i DE).
La struttura base era quella di una nave di rilevanti dimensioni, con uno scafo grande almeno quanto quello delle fregate europee, con un buon bordo libero, poppa a specchio (tronca) per ospitare il lanciamissili e l'elicottero. Le sovrastrutture erano basse ed estese per quasi tutta la lunghezza della nave, con una plancia bassa sul davanti e la struttura massiccia, chiamata "Mack", data dal fumaiolo e 2 alberi per radar che vi sono basati, che troneggia a mezza nave.
Il loro apparato propulsivo, di potenza ridotta, è stato incentrato in un solo asse e comprendeva una turbina con caldaie a vapore, il cui largo fumaiolo esisteva praticamente al centro della nave, massiccio, dando la base per l'installazione dei due radar principali di scoperta aerea e di superficie. La differenza rispetto alle precedenti Garcia, era notevole: queste avevano caldaie ad alta pressione, più compatte ed efficienti, ma esse davano luogo a rischi ed inconvenienti, così per le Knox vennero adottate caldaie normali, che tuttavia necessitavano di uno scafo maggiormente largo. In ogni caso, la potenza delle turbine andava scaricata su un solo asse, limitando la manovrabilità e aumentando la vulnerabilità in caso di guasti o danni.
L'armamento verteva su un cannone Mk 42 in versione alleggerita (30 t) appositamente pensata per navi come queste; a poppa esisteva invece un lanciatore Sea Sparrow, con 8 missili pronti al lancio, e un elicottero medio. Un lanciatore ASROC era a prua, dietro il cannone da 127, con 16 armi, mentre a centro nave vi erano gli immancabili lanciasiluri Mk 32 per siluri Mk 46, con ben 22 armi.
L'elicottero medio aveva un hangar a struttura telescopica. che si estendeva sopra il ponte di volo quando esteso per ospitare l'elicottero. Aveva siluri e cariche di profondità, anche nucleari, oltre a radar, boe sonore e altri apparati.
Gli apparati elettronici comprendevano un radar AN/SPS-40 da scoperta aerea, e uno di superficie AN/SPS-10, entrambi sistemati sul fumaiolo, in posizione tale da garantire un eccellente campo visivo, grazie ad un'altezza su livello del mare molto elevata con la combinazione tra fumaiolo più tralicci installati sopra di esso. Due radar, uno a prua e uno a poppa, erano dedicati al controllo del tiro di cannone e missili Sea Sparrow. Un sonar a scafo era a prua, e uno, non sempre installato, rimorchiato a poppa. Un apparato ESM aveva antenne per rilevare minacce aeree, anch'esso sistemate sul fumaiolo, per il massimo campo di tiro. Non pare che vi fossero lanciarazzi per chaff/flare, pecca non indifferente per la propria autodifesa.

## Servizio ed export
Inizialmente, le fregate della nuova classe sono state criticate, perché dotate di un solo cannone da 127 mm e soprattutto, di una sola elica. L'armamento era relativamente ridotto, specie all'inizio quando su molte unità non era installato il Sea Sparrow. Le Knox hanno avuto nondimeno commesse in gran numero, a motivo della relativa economicità del progetto: ben 45 navi, realizzate in un periodo di appena 5 anni (1969/74), sono andate alla US Navy, che le ha usate, anno dopo anno, per ruoli vari, ASW, scorta navi trasporto, ma anche come unità scorta anche per gruppi anfibi e corazzate. La classe ha avuto successi d'export, in particolare in Spagna, dove 5 navi sono state impiegate con una serie di interessanti modifiche, per renderle idonee al ruolo contraerei.

### La classe Baleares
In particolare, esse hanno sostituito l'ASROC con una rampa di lancio binata Mk-22 per 13 missili Tartar/Standard e 3 Harpoon, mentre la capacità ASW è stata conservata con ben 2 calibri di siluri installati a bordo, con lanciatori per siluri Mk-37 pesanti, e ben 19 armi, e, i Mk-32 standard con altre 22, per un totale di oltre 40, addirittura eccessivo per ogni fine pratico. In seguito, un CIWS Meroka è stato aggiunto, costituito da una torretta con ben 12 cannoni da 20mm. HS in file sovrapposte di 6, per un volume di fuoco di ben 9000 colpi al minuto, sebbene la dotazione di munizioni conceda solo pochi secondi di fuoco.
Le Knox hanno avuto alcune modifiche, anche se non pesanti, che ne hanno aumentato le capacità. 2 delle celle dell'ASROC sono state modificate per gli Harpoon antinave, dando una certa capacità contro bersagli navali. Il lanciatore Sea Sparrow è stato sostituito dal Vulcan Phalanx, con una gittata molto più corta ma con una maggior efficacia antimissile delle prime versioni degli Sparrow. Questa rimozione ha comportato però il quasi annullamento delle capacità di difesa aerea di eventuali navi scortate da tali unità: il Phalanx ha 1500 m di gittata utile, contro i 15–20 km del Sea Sparrow.

### Epilogo

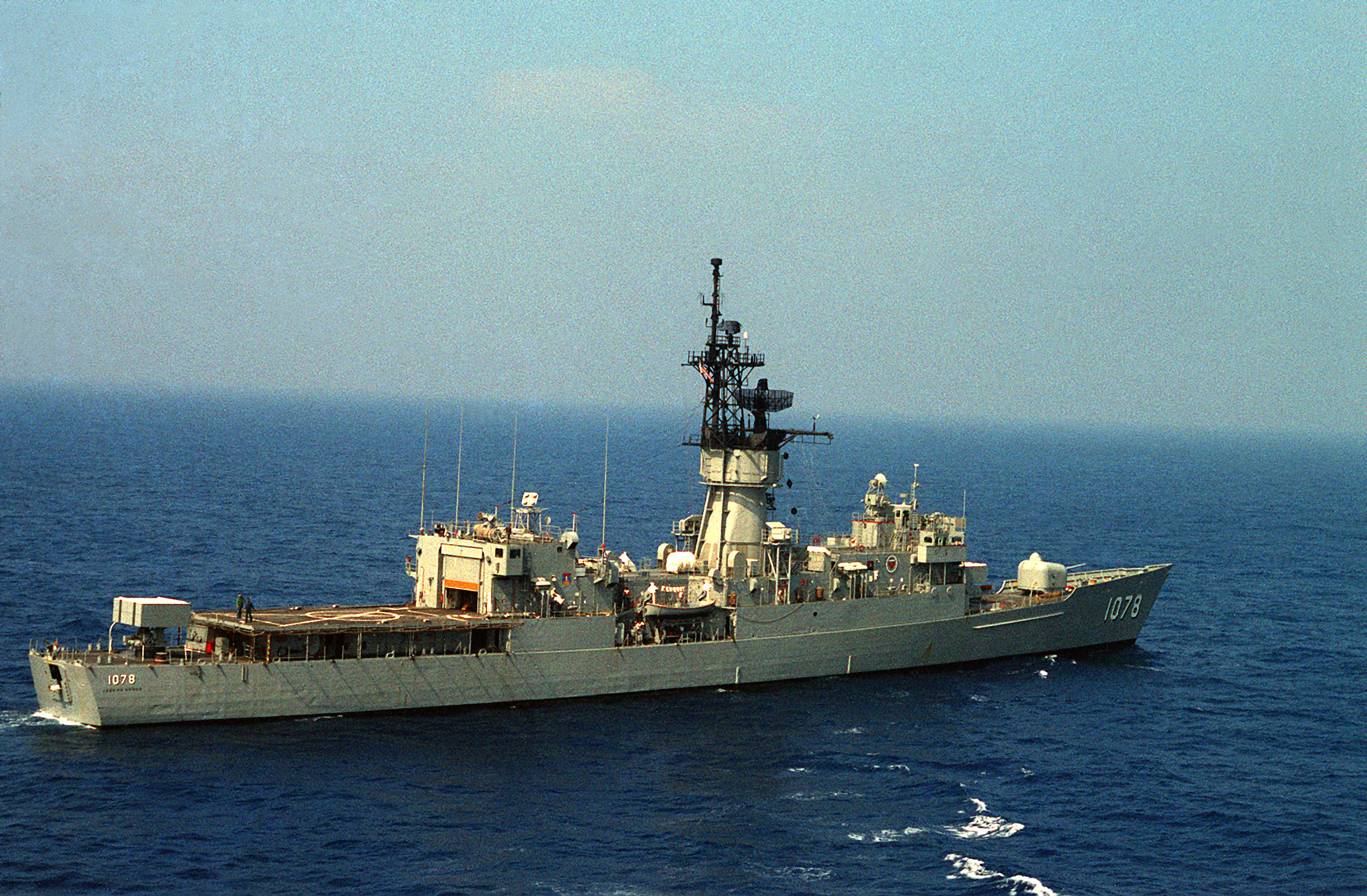
La vista posteriore evidenzia l'hangar, il lanciamissili Sparrow e la poppa a specchio

In seguito alla fine della Guerra Fredda, le Knox hanno rapidamente ceduto posto in prima linea, sebbene esse non avessero molto più di 20 anni di servizio alle spalle, anche nel caso delle navi più vecchie. La cessione delle navi in surplus ad altre marine ha anche aiutato la politica USA degli aiuti mirati a nazioni amiche. La Marina di Taiwan ha avuto la maggior parte degli aiuti, con un numero variamente indicato in 6-12 navi consegnate, ufficialmente ‘in prestito’, ma in pratica cedute pressoché gratis, così da sostituire un gran numero di vecchie unità ex-USA della guerra.
Valutando la carriera delle navi di tale classe, i loro limiti sono stati soprattutto il sistema propulsivo, con 1 solo asse e potenza ridotta, anche se in positivo aveva la relativa leggerezza e economicità. Le Knox avevano un buon parco elettronico, con un ampio campo di osservazione. L'armamento originario, con un cannone da 127mm, 1 ASROC, 2 tls e un elicottero, era invece tutt'altro che pesante, e non giustificava la mole delle navi della classe. Tuttavia, esse erano state concepite soprattutto come mezzi di scorta, possibilmente numerosi ed economici, facili da realizzare. Le loro dotazioni, con la modifica dell'ASROC per il lancio di 2 Harpoon da due delle celle, l'introduzione del Sea Sparrow e del sonar rimorchiato, sono state migliorate negli anni, sebbene la rinuncia alla gittata dello Sparrow in favore del CIWS Phalanx non è stata una scelta molto felice. Le capacità antinave e di ricerca ASW sono state comunque migliorate in maniera netta dalle altre modifiche, come anche la difesa elettronica con il miglioramento del parco elettronico.
In definitiva, nonostante il dislocamento elevato, la classe Knox non è totalmente comparabile con le fregate europee, venute peraltro dopo, quali le Lupo o le classe Bremen, è più lenta e meno armata, e forse anche robusta. Comunque, essa non era concepita come nave di prima linea (sebbene abbia poi ricoperto anche questo ruolo, talvolta), e nondimeno si caratterizza per avere un radar di scoperta aerea a lunga portata quando in genere le navi europee ne hanno uno a media. Infine, se il paragone tra le Knox e le fregate europee viene fatto con quanto disponibile tra la fine degli anni '60 e l'inizio dei '70, allora bisogna dire che gli equivalenti dell'epoca erano le classi Alpino, le Type 12 e le Oslo, tutte navi che a stento si potevano considerare anche solo fregate missilistiche.
La versione più interessante era quella derivata spagnola, la Baleares, con missili SM-1 e una discreta capacità di difesa aerea, che dimostrava come la massiccia struttura delle Knox poteva ospitare armamenti più potenti e flessibili, con una buona capacità di crescita (giusto come nel caso degli Spruance).

## Unità
| U.S. Navy - Classe Knox | U.S. Navy - Classe Knox | U.S. Navy - Classe Knox           | U.S. Navy - Classe Knox | U.S. Navy - Classe Knox | U.S. Navy - Classe Knox                                                              | U.S. Navy - Classe Knox |
| ----------------------- | ----------------------- | --------------------------------- | ----------------------- | ----------------------- | ------------------------------------------------------------------------------------ | ----------------------- |
| Nave                    | Distintivo ottico       | Cantiere                          | Entrata in servizio     | Radiazione              | Destino                                                                              | Link                    |
| USS Knox                | FF-1052                 | Todd Pacific Shipyards, Seattle   | 12 aprile 1969          | 14 febbraio 1992        | Affondata come nave bersaglio                                                        |                         |
| USS Roark               | FF-1053                 | Todd Pacific Shipyards, Seattle   | 22 novembre 1969        | 14 dicembre 1991        | Demolita                                                                             |                         |
| USS Gray                | FF-1054                 | Todd Pacific Shipyards, Seattle   | 4 aprile 1970           | 29 giugno 1991          | Demolita                                                                             |                         |
| USS Hepburn             | FF-1055                 | Todd Pacific Shipyards, San Pedro | 3 luglio 1969           | 20 dicembre 1991        | Affondata come nave bersaglio                                                        |                         |
| USS Connole             | FF-1056                 | Avondale Shipyard, Westwego       | 30 agosto 1969          | 30 agosto 1992          | Ceduta alla Grecia nel 1992 e rinominata Ipirus (F-456)                              |                         |
| USS Rathburne           | FF-1057                 | Lockheed Shipbuilding, Seattle    | 16 maggio 1970          | 14 febbraio 1992        | Affondata come nave bersaglio                                                        |                         |
| USS Meyerkord           | FF-1058                 | Todd Pacific Shipyards, San Pedro | 28 novembre 1969        | 14 dicembre 1991        | Demolita                                                                             |                         |
| USS W. S. Sims          | FF-1059                 | Avondale Shipyard, Westwego       | 3 gennaio 1970          | 6 settembre 1991        | Ceduta alla Turchia come rottame                                                     |                         |
| USS Lang                | FF-1060                 | Todd Pacific Shipyards            | 28 marzo 1970           | 12 dicembre 1991        | Demolita                                                                             |                         |
| USS Patterson           | FF-1061                 | Avondale Shipyard, Westwego       | 14 marzo 1970           | 30 settembre 1991       | Demolita                                                                             |                         |
| USS Whipple             | FF-1062                 | Todd Pacific Shipyards, Seattle   | 22 agosto 1970          | 14 febbraio 1992        | Ceduta al Messico nel 2002, rinominata Almirante Francisco Javier Mina (F-214)       |                         |
| USS Reasoner            | FF-1063                 | Lockheed Shipbuilding, Seattle    | 31 luglio 1971          | 28 agosto 1993          | Ceduta alla Turchia, nel 1993, rinominata Kocatepe (F-252)                           |                         |
| USS Lockwood            | FF-1064                 | Todd Pacific Shipyards, Seattle   | 5 dicembre 1970         | 27 settembre 1993       | Demolita                                                                             |                         |
| USS Stein               | FF-1065                 | Lockheed Shipbuilding, Seattle    | 8 gennaio 1972          | 19 marzo 1992           | Ceduta al Messico nel 1997, rinominata ARM Ignacio Allende (F-211)                   |                         |
| USS Marvin Shields      | FF-1066                 | Todd Pacific Shipyards, Seattle   | 10 aprile 1971          | 2 luglio 1992           | Ceduta al Messico nel 1997, rinominata ARM Mariano Abasolo (F-212)                   |                         |
| USS Francis Hammond     | FF-1067                 | Todd Pacific Shipyards, San Pedro | 25 luglio 1970          | 2 luglio 1992           | Demolita                                                                             |                         |
| USS Vreeland            | FF-1068\|               | Avondale Shipyards, New Orleans   | 13 giugno 1970          | 30 giugno 1992          | Ceduta alla Grecia nel 1992, rinominata Makedonia (F-458)                            |                         |
| USS Bagley              | FF-1069                 | Lockheed Shipbuilding, Seattle    | 6 maggio 1972           | 26 settembre 1991       | Demolita                                                                             |                         |
| USS Downes              | FF-1070                 | Todd Pacific Shipyards, Seattle   | 28 agosto 1971          | 14 febbraio 1992        | Affondata come nave bersaglio                                                        |                         |
| USS Badger              | FF-1071                 | Todd Pacific Shipyards, San Pedro | 1º dicembre 1970        | 20 dicembre 1991        | Affondata come nave bersaglio                                                        |                         |
| USS Blakely             | FF-1072                 | Avondale Shipyard, Westwego       | 18 luglio 1970          | 15 novembre 1991        | Demolita                                                                             |                         |
| USS Robert E. Peary     | FF-1073                 | Lockheed Shipbuilding, Seattle    | 23 settembre 1972       | 7 agosto 1992           | Ceduta a Taiwan, rinominata Chih Yang (FF-932)                                       |                         |
| USS Harold E. Holt      | FF-1074                 | Todd Pacific Shipyards, San Pedro | 26 marzo 1971           | 2 luglio 1992           | Affondata come nave bersaglio                                                        |                         |
| USS Trippe              | FF-1075\|               | Avondale Shipyard, Westwego       | 19 settembre 1970       | 30 luglio 1992          | Ceduta alla Grecia, rinominata Thraki (F-457)                                        |                         |
| USS Fanning             | FF-1076                 | Todd Pacific Shipyards, San Pedro | 23 luglio 1971          | 31 luglio 1993          | Trasferita allaTurchia, rinominata TCG Adatepe (F-251)                               |                         |
| USS Ouellet             | FF-1077                 | Avondale Shipyard, Westwego       | 12 dicembre 1970        | 6 agosto 1993           | Trasferita alla Marina thailandese, rinominata HTMS Phutthaloetla Naphalai (FFG 462) |                         |
| USS Joseph Hewes        | FF-1078                 | Avondale Shipyard, Westwego       | 24 aprile 1971          | 30 giugno 1994          | Trasferita a Taiwan, rinominata Lan Yang (FF-935)                                    |                         |
| USS Bowen               | FF-1079                 | Avondale Shipyard, Westwego       | 22 maggio 1971          | 30 giugno 1994          | Ceduta alla Turchia nel 2002, rinominata TCG Akdeniz (F-257)                         |                         |
| USS Paul                | FF-1080                 | Avondale Shipyard, Westwego       | 14 agosto 1971          | 14 agosto 1992          | Ceduta alla Turchia come rottame                                                     |                         |
| USS Aylwin              | FF-1081                 | Avondale Shipyard, Westwego       | 18 settembre 1971       | 15 maggio 1992          | Trasferita a Taiwan nel 1998, rinominata Ni Yang (F 938)                             |                         |
| USS Elmer Montgomery    | FF-1082                 | Avondale Shipyard, Westwego       | 30 ottobre 1971         | 30 giugno 1993          | Ceduta alla Turchia come rottame                                                     |                         |
| USS Cook                | FF-1083                 | Avondale Shipyard, Westwego       | 18 dicembre 1971        | 30 aprile 1992          | Trasferita a Taiwan nel 1999, rinominata Hae Yang (FF-936)                           |                         |
| USS McCandless          | FF-1084                 | Avondale Shipyard, Westwego       | 18 marzo 1972           | 6 maggio 1994           | Ceduta alla Turchia nel 2002, rinominata TCG Trakya (F-257)                          |                         |
| USS Donald B. Beary     | FF-1085                 | Avondale Shipyard, Westwego       | 22 luglio 1972          | 20 maggio 1994          | Ceduta alla Turchia nel 1994, rinominata TCG Karadeniz (F-255)                       |                         |
| USS Brewton             | FF-1086                 | Avondale Shipyard, Westwego       | 8 luglio 1972           | 2 luglio 1992           | Trasferita a Taiwan, rinominata Fong Yang (FF-933)                                   |                         |
| USS Kirk                | FF-1087                 | Avondale Shipyard, Westwego       | 9 settembre 1972        | 6 agosto 1993           | Trasferita a Taiwan, rinominata Fen Yang (FF-934)                                    |                         |
| USS Barbey              | FF-1088                 | Avondale Shipyard, Westwego       | 11 novembre 1972        | 20 marzo 1992           | Trasferita a Taiwan nel 1999, rinominata Hwai Yang (FF-937)                          |                         |
| USS Jesse L. Brown      | FF-1089                 | Avondale Shipyard, Westwego       | 17 febbraio 1973        | 27 luglio 1994          | Trasferita all’Egitto nel 1994, rinominata Dumyat (F961)                             |                         |
| USS Ainsworth           | FF-1090                 | Avondale Shipyard, Westwego       | 31 marzo 1973           | 27 maggio 1994          | Ceduta alla Turchia nel 1994, rinominata TCG Ege (F-256)                             |                         |
| USS Miller              | FF-1091                 | Avondale Shipyard, Westwego       | 30 giugno 1973          | 15 ottobre 1991         | Ceduta alla Turchia come rottame                                                     |                         |
| USS Thomas C. Hart      | FF-1092                 | Avondale Shipyard, Westwego       | 28 luglio 1973          | 30 agosto 1993          | Ceduta alla Turchia, rinominata TCG Zafer (F-253)                                    |                         |
| USS Capodanno           | FF-1093                 | Avondale Shipyard, Westwego       | 17 novembre 1973        | 30 luglio 1993          | Ceduta alla Turchia, rinominata TCG Muavenet (F-250)                                 |                         |
| USS Pharris             | FF-1094                 | Avondale Shipyard, Westwego       | 26 gennaio 1974         | 15 aprile 1992          | Trasferita alla Marina messicana come ARM Guadalupe Victoria (F-213)                 |                         |
| USS Truett              | FF-1095                 | Avondale Shipyard, Westwego       | 1º giugno 1974          | 30 luglio 1994          | Trasferita alla Thailandia, rinominata HTMS Phutthayotfa Chulalok (FFG 461)          |                         |
| USS Valdez              | FF-1096                 | Avondale Shipyard, Westwego       | 27 luglio 1974          | 16 dicembre 1991        | Trasferita a Taiwan, rinominata Ki Yang (FF-939)                                     |                         |
| USS Moinester           | FF-1097                 | Avondale Shipyard, Westwego       | 2 novembre 1974         | 28 luglio 1994          | Ceduta all’Egitto nel 1998 rinominata Rasheed (F962)                                 |                         |
| Senza nome              | DE-1098 - DE-1100       | -                                 | -                       | -                       | Costruzione cancellata il 24 febbraio 1969                                           |                         |
| Senza nome              | DE-1102 - DE-1107       | -                                 | -                       | -                       | Costruzione cancellata il 24 febbraio 1969                                           |                         |